# 1918년 미국 하원의원 선거

1918년 미국 하원의원 선거는 1918년 미국에서 치러진 하원의원 선거로, 1차 세계대전의 개입으로 우드로 윌슨 행정부의 지지도가 하락하면서, 야당인 공화당이 과반을 차지하였다.

## 선거 결과
| 정당                | 의석수 |
| ------------------- | ------ |
| 공화당              | 240석  |
| 민주당              | 192석  |
| 미네소타 농민노동당 | 1석    |
| 금주당              | 1석    |
| 합계                | 435석  |